# Hans Dieter Erlinger
Hans Dieter Erlinger (* 14. Juni 1937 in Bochum) ist ein deutscher Germanist.

## Leben
Nach der Promotion an der Universität Bochum 1967 und Habilitation ebenda 1971 wurde er 1971 Universitätsprofessor für Germanistik, Sprachdidaktik und Medienerziehung an der Universität Siegen.

## Schriften (Auswahl)
- Zwölf Vorlesungen zur Einführung in Probleme der Massenkommunikation am Beispiel Fernsehen. Essen 1987, ISBN 3-924368-71-6.
- Studienbuch: Grammatikunterricht. Paderborn 1988, ISBN 3-506-78705-5.
- Kinder und (Fernseh-)Werbung. Eine Literaturstudie. Siegen 1996, ISBN 3-932212-02-9.
- mit Achim Barsch: Medienpädagogik. Eine Einführung. Stuttgart 2002, ISBN 3-608-94304-8.

| Personendaten    | Personendaten         |
| ---------------- | --------------------- |
| NAME             | Erlinger, Hans Dieter |
| KURZBESCHREIBUNG | deutscher Germanist   |
| GEBURTSDATUM     | 14. Juni 1937         |
| GEBURTSORT       | Bochum                |